# اناسیوکی

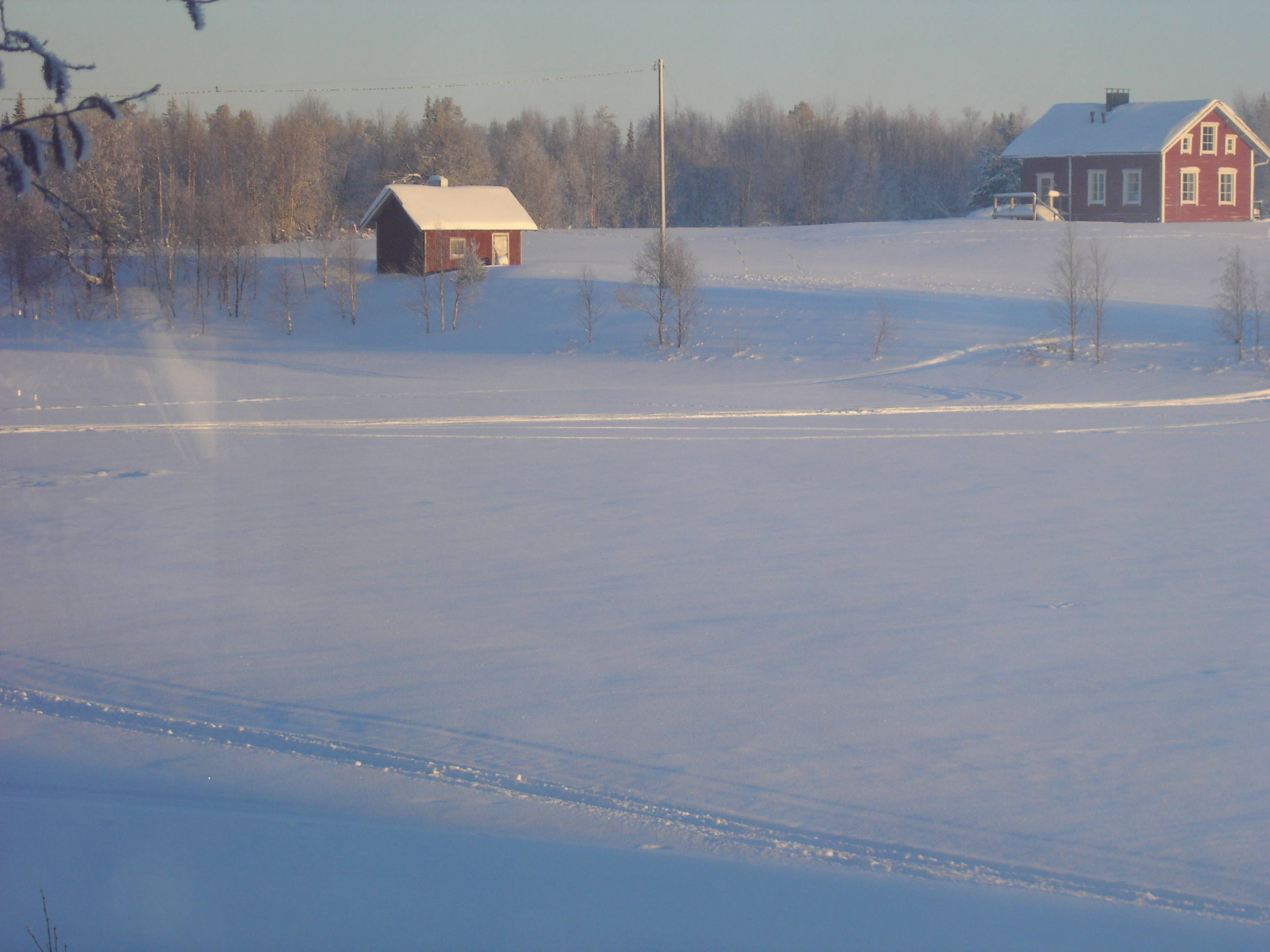
اناسیوکی در زمستان

اناسیوکی (سامی شمالی: Ovnnesjohka) بزرگ‌ترین شاخه منفرد کمی‌یوکی و طولانی‌ترین رود در فنلاند بوده که به‌طور کامل در داخل مرزهای خود است. این رود حدود ۲۹۹٫۶ کیلومتر (۱۸۶٫۲ مایل) طول دارد و حوضه آبریز آن ۱۳۹۶۸ کیلومتر مربع (۵۳۹۳ مایل مربع) است که ۲۷٪ از حوضه آبریزکمی‌یوکی است.